# Revue Politika
Revue Politika byla politicko-společenská revue brněnského Centra pro studium demokracie a kultury (CDK). Ideově se jednalo o konzervativně-liberální časopis. Přímo navazovala na samizdatový časopis Střední Evropa – brněnská verze z let 1988–1989 a na časopis Revue Proglas, který vycházel mezi lety 1990–2002. Revue Politika vycházela od roku 1994 do roku 2008.

## Současnost
Od roku 2009 vydává CDK dvouměsíčník Kontexty, který je po autorské i obsahové stránce pokračovatelem Revue Politika. Do ledna 2015 Revue Politika publikovala online články. Online verze revue byla následně sloučena s Pravým břehem.